# Lišnice (kraj ustecki)
Lišnice – miejscowość i gmina (obec) w Czechach, w kraju usteckim, w powiecie Most. W 2022 roku liczyła 200 mieszkańców.